# Шишки (весільне обрядове печиво)
Шишки — весільне обрядове печиво в Україні.
Випікають з коровайного тіста. Шишками оздоблюють коровай і лежень, обдаровують гостей, коровайниць, ними запрошують на весілля.